# 바이런 브라운
바이런 윌리엄 브라운 2세(Byron William Brown II, 1958년 9월 24일 ~ )는 미국의 정치인이자, 2005년 아프리카계 미국인 처음으로 버펄로의 시장이 되었다. 그는 또한 아프리카계 미국인 처음으로 뉴욕 시 외부를 대표하는 뉴욕주 상원(2001~2003, 2003~2005)에 선출되었고, 백인이 다수인 상원 지역구에서 소수 민족 처음으로 대표하기로 알려졌다.
뉴욕의 퀸스에서 출생하였으며, 그의 조부모는 몬트세랫 섬에서 건너왔다고 한다. 고등학교를 졸업하고 버펄로 주립 대학교(Buffalo State College)에 입학하여 정치학에서 문학사를 취득하였다.
대학을 졸업한 후 브라운은 브리스톨-마이어즈(Bristol-Myers)에서 지역 외판원으로 일하였다. 1985년부터 1993년까지 이리 군 평등 직업 고용 협회의 회장을 맡았고, 1992년 민주당 국립 집회의 사절단을 지냈다. 1996년부터 뉴욕주 상원에 선출될 때까지 버펄로의 시의회 의원을 지냈다.

## 뉴욕주 상원
2000년 뉴욕주 상원 57번 지역구의 민주당 후보로 나서, 9월에 실시된 예비 선거에서 승리하였다. 2001년 1월 1일 흑인 최초의 뉴욕주 상원이 되었다. 브라운의 상원 보유 기간 동안에는 민주당이 극소수였다. 그는 2001년 뉴욕 주지사 조지 파타키가 세네카 인디언의 대지에 웨스턴 뉴욕 카지노들을 건설하는 계획을 원조하는 다수의 하나였다. 브라운은 지방 경제를 후원하는 길로서 카지노 건설을 후원하였다.
2003년 봄 "할렘 클럽하우스"(Harlem Clubhouse)의 거절 세월들에 별로 올랐다. 2005년 2월 버펄로의 시장 입후보로 출마하겠다고 공고하였다. 4월 29일 3번이나 재선되었던 민주당 소속의 시장 앤소니 마시엘로가 다시 출마하지 않겠다고 선언하자, 브라운은 선거에 출마하게 되었다. 9월 13일에 실시된 선거에서 59%의 득표를 얻어, 버펄로의 첫 흑인 시장으로 선출되었다.

## 버펄로 시장
12월 31일 버펄로 58대 시장으로 선서식을 가졌고, 첫날에 버펄로의 호안을 둘러보며 그 발전을 위한 약속을 실행하였다. 2008년 7월 2일에 이리호 운하 항구가 열렸다.
2006년 초순에 세네카 인디언들의 대지에 3번째 카지노를 건설하는 데 증권 거래 수수료와 제출하였다. 2007년 브라운은 지방 주민들에게 관광 세입을 불러들이는 대신 제공되는 거 같아 보이는 3번째 카지노의 호의에 확실하지 못하였다. 2007년 7월 2일 세네카 대지는 카지노의 연방적 찬성을 얻고 다음날 개장하였다고 한다.
브라운은 계획과 제도를 통하여 주 전체의 재분배에 자신의 영향을 주어 시청의 분해 검사에 칭찬을 받았으나, 범죄 논쟁들과 카지노 계획의 노력들에 의하여 완고한 상태였다. 그의 의사 일정, 고용과 훈련이 존경받았으나 살인죄가 늘고 계속되는 부패와 관료제의 발달이 말썽을 가져오고 말았다. 공동적 인식 외에 브라운은 버펄로 공유 의회와 함께 일할 수 있는 좋은 관계를 가졌다.
버펄로의 시장으로서 2006년 10월 중순에 일어난 폭풍설로부터 비상적 구조를 맡기도 하였다. 2008년 브라운은 버펄로를 일상의 무선 비디오 감독 조직망으로 이용하는 데 확산시켰다. 이 조직망은 브라운에 의하여 다른 도시들에서 감독적 카메라들을 평가하는 도시로 요청하는 결과를 가져왔다.
2009년 1월 시의회에서 브라운은 자신이 시장직에 있던 이래 도시의 범죄율이 12%로, 살인죄가 50%로 떨어졌다고 보고하였다. 같은 해 9월 15일에 실시된 선거에서도 재선되었다.

## 역대 선거 결과
| 선거명      | 직책명                        | 대수  | 정당   | 득표율  | 득표수   | 결과 | 당락               |
| ----------- | ----------------------------- | ----- | ------ | ------- | -------- | ---- | ------------------ |
| 1997년 선거 | 시의원 (버펄로 대규모 선거구) | 66대  | 민주당 | 100.00% | 6,282표  | 1위  | 버펄로 시의원 당선 |
| 2000년 선거 | 상원의원 (뉴욕 제57부)        | 194대 | 민주당 | 59.77%  | 48,683표 | 1위  | 뉴욕 주의원 당선   |
| 2002년 선거 | 상원의원 (뉴욕 제60부)        | 195대 | 민주당 | 65.14%  | 43,260표 | 1위  | 뉴욕 주의원 당선   |
| 2004년 선거 | 상원의원 (뉴욕 제60부)        | 196대 | 민주당 | 77.07%  | 75,031표 | 1위  | 뉴욕 주의원 당선   |
| 2005년 선거 | 버펄로 시장                   | 62대  | 민주당 | 63.79%  | 46,613표 | 1위  | 버팔로 시장 당선   |
| 2009년 선거 | 버펄로 시장                   | 62대  | 민주당 | 99.12%  | 17,728표 | 1위  | 버팔로 시장 당선   |
| 2013년 선거 | 버펄로 시장                   | 62대  | 민주당 | 70.88%  | 26,120표 | 1위  | 버팔로 시장 당선   |
| 2017년 선거 | 버펄로 시장                   | 62대  | 민주당 | 67.67%  | 29,688표 | 1위  | 버팔로 시장 당선   |
| 2021년 선거 | 버펄로 시장                   | 62대  | 무소속 | 59.57%  | 38,338표 | 1위  | 버팔로 시장 당선   |